# Инспектор без оръжие
„Инспектор без оръжие“ е български игрален филм (криминален) от 1985 година на режисьора Стефан Гърдев, по сценарий на Владимир Манолов. Оператор е Венец Димитров. Музиката във филма е композирана от Ангел Михайлов.

## Сюжет
Посред бял ден в центъра на София е извършен въоръжен обир на голяма парична сума от касата на стопанско предприятие. Дръзките нападатели упояват служителите от охраната и успяват да се измъкнат от органите на милицията след зрелищно автомобилно преследване. По следите им са капитан Щерев и неговия помощник Костов, които бавно и методично започват да затягат примката над престъпната банда.

## Актьорски състав
- Кирил Варийски – капитан Щерев
- Иван Савов – Костов
- Ина Попова – Нора
- Росица Русева – Магда Касабова
- Росица Брадинова – Бистра
- Емил Джуров – Чепишев
- Светослав Иванов
- Сашко Каранов – шофьорът на бандата
- Емил Вълчев - шефът на престъпната група
- Николай Рагин
- Стефан Попов
- Адриана Петрова
- Йордан Андонов
- Бочо Василев
- Георги Пенчев
- Жулиета Ралева -  Съпругата на д-р Михнев
- Георги Фратев - масажистът
- Продан Ортодоксиев
- Антон Маринов
- Иван Запрянов
- Маргарита Стефанова
- Благой Пиларски

## Музика
Основната музикална тема във филма е песента „Rondo“ на унгарската електро-поп група P.R.computer.